# Palais des sports Maurice-Thorez
Le palais des sports Maurice-Thorez est une salle multi-sports située à Nanterre (Hauts-de-Seine), qui accueille les matchs à domicile de l'équipe de basketball du Nanterre 92. Ce complexe sportif comprend également une piscine, des salles de sport et un centre médico-sportif. Cette salle porte le nom de l'homme politique communiste Maurice Thorez (1900-1964).

## Histoire
Le palais de sports a subi une extension en 2014 permettant de passer de 1 600 places à 3 000 places pour un investissement de 5 millions d'euros. La nouvelle salle est inaugurée le 17 octobre 2015 par Patrick Jarry maire de Nanterre.

## Clubs résidents
- Nanterre 92 : basketball masculin.